# Готик-метал
Готик-метал или готический металл (англ. Gothic metal, Goth metal) — музыкальный жанр, разновидность метала, которая соединяет вязкость и мрачность дум-метала с меланхолией, музыкальными и художественными приёмами готик-рока. Музыка в этом жанре обычно отличается низким или средним темпом, мрачной атмосферой, частым использованием клавишных. Вокал бывает как чистым, так и экстремальным, часто встречаются дуэты «красавица и чудовище» — сочетание чистого женского вокала с мужским гроулингом или скримингом. Готик-метал повлиял на появление более лёгкого и популярного симфоник-метала — некоторые группы с женским «оперным» вокалом со временем перешли от готики к этому жанру.

## Характеристики
Основные характеристики жанра во многом схожи с описанием дум-метала: невысокий темп, неторопливые мрачноватые «раскачивающиеся» гитарные рифы (либо, если это среднетемповая ускоренная композиция — с использованием постоянного штриха downstroke, при звукоизвлечении). Однако для жанра характерны особенности, которых дум-метал обычно лишён:
- Лирические монологи партий акустических инструментов — скрипок, виолончелей, акустических гитар (влияние камерной инструментальной музыки);
- Сэмплы криков ночных птиц, звуки церковных колоколов, дождя — это наследие ранних прото-думовых коллективов, таких как Black Sabbath (см. одноимённую композицию);
- «Карданные» партии бас-бочек и партии экстремального вокала (влияние дэт-метала);
- «Лунные» партии клавишных. Нередко их приписывают к наследию дум-метала, тем не менее, не исключено косвенное влияние бывших дарквейв-музыкантов, избравших свой путь в металлическом амплуа — наиболее яркий пример альбом Lacrimosa «Inferno» 1995 года.
- Общая эстетичность, глубина и высокая художественность жанра, как в музыкальном, так и в образно-лирическом плане (влияние дарквейва, готик-рока, камерной музыки).

В лирике исполнители готик-метала исследуют мистическую, «готическую» эстетику, романтику ужасов, таинственных мифов и даже языческих элементов (образы ведьм, русалок, духов). Нередко помимо мистики предметом лирики готик-металлистов могут являться темы одиночества, утраченной любви, красоты ночной природы.
Жанр на первых этапах находился под достаточно сильным влиянием дэт-метал, и в нём нередко встречались «агрессивные» элементы (бласт-биты, эмоционально-агрессивная подача экстрим-вокала и т. д.), но в целом - готик-метал оказался по своей природе ближе ветке дум-метал, в связи с чём его звучание со временем стало более спокойным, и, под влиянием альтернативной рок-музыки, мелодичным и атмосферным. Существует так же ряд групп, чьё звучание формировалось под влиянием пауэр-метал и камерной инструментальной музыки.
В целом, в готик-метале можно выделить две тенденции:
- Думдэт-метал, находящийся под влиянием стилистических идей субкультуры готов и дарк-панков. В данной формации думдэт принял в себя элементы синтетической музыки - органные сэмплы, а также чистый вокал и мелодичность. За счёт чего общий саунд приобрёл холодные синтетические оттенки тембра, "атмосферность". В связи с чем данный субжанр часто описывают и как "готический дум", и как "атмосферный дум". К данному направлению можно отнести такие коллективы, как My Dying Bride, Paradise Lost, Theatre of Tragedy и ранний Within Temptation.
- Утяжелённый дисторшном готик-рок и его различные гибриды со стилистикой хэви и пауэра. Сюда можно отнести многие альбомы XIII.Stoleti, Mystica Girls, Mortal Love, The Lust.[источник не указан 3061 день]

Тем не менее, точные рамки жанра остаются размытыми, потому что определение «готик-метал» часто по ошибке употребляется по отношению к группам с самым разным звучанием, иногда на основании только имиджа музыкантов или их текстов.

### Ударные, бас, ритм-гитара
Ритм-секция в готик-метале главным образом опирается на дум- и пауэр-металлические ритмические рисунки ударных, баса и ведущей гитары, в связи с чем жанр характеризуется довольно разнообразным темпом (от думовых неторопливых и вязких ритмов до ритмов пауэра), и в перспективе — мрачным и мелодичным характером звучания, нередко с применением сдвоенных бас-бочек, позаимствованных из трэш- и дэт-метала.

### Клавиши, акустические инструменты
Богатые клавишные и/или инструментальные аранжировки часто используются музыкантами данного стиля для придания композициям атмосферы драматизма и эмоциональной экспрессии, мистического ощущения тревоги, фатализма либо просто художественности картины и мелодичности. Из-за использования клавишных и акустических инструментальных партий этот жанр часто путают со схожим направлением симфоник-метал, хотя задачи и характер звучания этих инструментов в этих стилях достаточно сильно отличаются — в общих чертах, готик-металу характерна интимность, приглушённость атмосферы, полутона, монолог камерного музыканта в противовес полифонизму и торжественному многоголосию симфонии в пауэр- / симфо-метале, звучание готик-метал скорее камерное, мистическое и мрачное, чем симфоническое и торжественное.

### Вокал
Для готик-метала характерно использование женского вокала, как академического, так и эстрадного; так же нередко встречается дуэт «Красавица и Чудовище» — лирический женский голос в технике чистого вокала и брутальный мужской гроулинг или скриминг. Его ввели в жанр Theatre of Tragedy и в дальнейшем использовали многие другие группы данного направления, в том числе Epica, After Forever, и др. Встречается и чистый мужской вокал (Type O Negative, Lacrimosa, Charon, Entwine, Lake of Tears, Lacrimas Profundere).

#### Красавица и чудовище
Уже в 1985 году Celtic Frost использовали оперный женский вокал на некоторых песнях из альбома To Mega Therion. Paradise Lost также использовали женский оперный вокал на своём первом альбоме Lost Paradise. The Gathering также включили женский вокал на дебютном альбоме Always... с Марике Гроот, аккомпанирующей Барту Смитсу. В следующем году вышла пластинка Almost a Dance с главным вокалом Нильса Дуффхьюса и женским вокалом Мартины ван Лоон. С альбомом 1995 года Mandylion они прекратили использование мужского вокала, полностью заменив их вокалом Аннеке ван Гирсберген. Тогда же в проекте Lacrimosa, где прежде пел только вокалист Тило Вольф, появилась вокалистка Анне Нурми, а в музыке, начиная с альбома Inferno появилась характерная готик-металлическая тяжесть.
В том же 1995 году норвежская группа Theatre of Tragedy издала свой одноимённый дебютный альбом, который включил соединение гортанного гроулинга Раймона Рохоньи и сопрано Лив Кристин. В 1996 году Satarial в альбоме "And the flame will take the temples of christ" использовал сочетание скриминга и сопрано, подчеркнув этим мистический дуализм в своей лирике.  Этот вокальный контраст с тех пор стал относиться к так называемому стилю «beauty and the beast» («красавица и чудовище»). Theatre of Tragedy с тех пор упоминались как одни из пионеров жанра и часто влияли и были образцом для других похожих групп.
Когда мы начали смешивать женский голос с элементами дума и готики, это было недостаточно брутально для трэш-метала или недостаточно злобно для блэк-метала, а вместо мужчины была женщина. Это было ни на что не похоже. 
Лив Кристин, бывшая вокалистка Theatre of Tragedy
Вскоре появились новые группы, которые стали соединять дэтовый гроулинг и женский оперный вокал. Trail of Tears сформировались в 1994 году, Tristania и The Sins of Thy Beloved возникли в 1996 году. Все три норвежские группы издали свои дебютные альбомы в 1998 году. Имевшие в составе восемь участников The Sins of Thy Beloved добавили к традиционному звучанию жанра скрипичные партии Пита Йохансена. Особенностью Tristania было использование трёх различных стилей пения: оперного сопрано Вибеке Стене, чистого высокого тенора Остена Бергоя и грубого гроулинга Мортена Веланда.
Итальянский секстет Lacuna Coil также использует как мужской, так и женский вокал — Андреа Ферро и Кристина Скаббия. Сформировавшись в Милане в 1994 году, они издали демозапись в 1996 году с сильным влиянием Paradise Lost и Type O Negative. A После издания Lacuna Coil, EP (1998) и дебютного альбома In a Reverie (1999) группа стала одним из ведущих представителей жанра. В 2002 году Lacuna Coil выпустила альбом Comalies, получивший восторженные отзывы от поклонников со всего мира. К 2004 году альбом Comalies стал самым продаваемым CD в истории лейбла Century Media. И хотя жанр готик-метал тогда оставался европейским явлением, Lacuna Coil успешно транслировались и в США.
В то время как Lacuna Coil и норвежские группы использовали мужской «рычащий вокал», другие металлические группы, появляющиеся в это время, полностью положились на женские голоса. Австрийская группа Dreams of Sanity сформировалась в 1991 с дебютным альбомом Komödia, вышедшем в 1997 году. Альбом продемонстрировал звучание на границе готик-рока и хэви металла в сочетании с женскими вокальными партиями Сандры Шлерет и Мартины Хорнбахер.
В 1996 году была образована группа Within Temptation с Шерон ден Адель в качестве главной вокалистки. На их творчество повлияла музыка таких групп как Paradise Lost, Anathema, My Dying Bride. которая стала одной из самых популярных групп в Нидерландах.
Часто один вокалист сочетал в себе оба вокальных типа. Ярким примером служит образованная в 2002 году японская группа Moi dix Mois, в которой вокалист Джука использовал в пределах одних и тех же композиций скриминг, гроулинг и академический вокал. Позже её участники стали практиковать «мужскую» версию «Красавицы и чудовища»: ритм-гитарист Кэнго Татибана (с 2015 года — Рёскэ Кавамото) исполнял свои партии гроулингом, в то время как вокалист Сэт — академическим вокалом.

### Тематика
Тексты готик-металлических песен имеют тенденцию к депрессии и меланхолии, унаследованным от дум-метал и пионеров жанра. Душевные переживания, грусть, негативные эмоции, разочарование в жизни и смерть нередко становились темой песен Paradise Lost, Anathema и других групп. Особенно часто встречается тема потерянной любви, к которой обращались Theatre of Tragedy, Moi dix Mois, Draconian и Leaves' Eyes. Другим источником вдохновения для текстов в готик-метале служат готические романы, фэнтези, романтика ужасов и мистика. Часто фантастический/мистический элемент в лирике готик-метал групп выступает как аллегория для выражения чувств лирического героя. По словам Кристины Скаббия, вокалистки готик-группы Lacuna Coil, «слушатель может лучше проникнуться пониманием песни, если она повествует о человеческих взаимоотношениях».

### Проблема жанровой классификации
Ранние группы готик-метала — Type O Negative, Paradise Lost, My Dying Bride, the Gathering, Darkseed — начинали как дум-металлические коллективы, оказав основное влияние на жанр. Однако последующие группы расширили рамки жанра в различных направлениях и кроссоверах. Cradle of Filth принесли элементы готики в блэк-метал, Trail of Tears — в дэт-метал, After Forever, Moi dix Mois и Epica соединили её с симфо-металом, Lacrimosa — с дарквейвом, а L'Ame Immortelle и Umbra et Imago — с индастриалом.

## История

### Предшественники
Вопреки очевидным различиям как в исполнении, так и в тематике песен готик-рока и метала, в рок-музыке существовали группы, которым ещё до появления готик-метала удалось отчасти воплотить в своём творчестве его элементы, тем самым оказав влияние на его дальнейшее развитие.
Некоторые храбрецы идентифицируют дебютный альбом Black Sabbath как первую готик-роковую запись. Титульный трек альбома описывает сатанинский обряд с использованием шума дождя и ударов колокола, в то время как на обложке альбома изображена одетая в чёрную мантию призрачного вида девушка, стоящая на кладбище, снятая через бледно-жёлтый фильтр.
Оригинальный текст (англ.)Few bold souls have identified Black Sabbath’s eponymous 1969 debut album as the first ever 'Goth-rock' record. It's title track describes a satanic rite, complete with driving-rain and tolling bell sound effects, while the cover focuses on a black-cloaked, spectral-looking girl in a graveyard, shot through a sickly pale ochre filter.
«Black Sabbath» иногда рассматриваются как пионеры дум-метала, а иногда и как «абсолютный прототип готической тяжести» («absolute prototype gothic heavies»).
Уберите у Black Sabbath их хэви-металлические нотки, и вы можете собрать из их первых пяти LP один убойный готический альбом, соответствующий всем будущим основным стандартам и требованиям.
Оригинальный текст (англ.)Divorce Black Sabbath from their heavy metallic connotations and you could cull a killer Goth album from their first five LP's, with every future reference point and requirement intact."
Другими предшественниками готического металла можно считать «отцов-основателей американского готик-рока» Christian Death. После серьёзных изменений в составе группы в 1985 году (коллектив покинул певец и основатель Розз Уильямс (англ. Rozz Williams)) под руководством гитариста Вэйлора Кэнда (англ. Valor Kand) Christian Death стали играть более метал-ориентированную музыку. Их альбомы Sex and Drugs и Jesus Christ описывались как «хеви-гот-рок, граничащий с металом» («heavy goth-rock bordering on metal»). The Sisters of Mercy являлись ещё одними «отцами-основателями» готик-рока, которые с альбомом Vision Thing (1990) обратились к простому гитарному року.
В 1980-е годы бывший фронтмен The Misfits Гленн Данциг также «оккупировал безлюдную землю между готикой и хеви-металом». С распадом своей второй группы Samhain в 1988 году и созданием собственного коллектива Danzig Данциг продолжил совмещать металлические риффы с «тяжело идеализированной, задумчивой готической чувствительностью» («a heavily romanticized, brooding, gothic sensibility»).
Швейцарская группа Celtic Frost была ещё одной предтечей готик-метала, воплощая в своих альбомах влияние, оказанное на них Bauhaus и Siouxsie & the Banshees.

Что касается развития в 1990-е годы волны готических и симфонических групп, можно сказать, что для них ключевую роль сыграл альбом Celtic Frost Into the Pandemonium. Ни Therion, ни Paradise Lost не состоялись (досл. звучали) бы так без Celtic Frost.
Оригинальный текст (англ.)As for the development of the 90's gothic and symphonic wave of bands, I'd say Celtic Frost's Into the Pandemonium had a key role. Neither Therion nor Paradise Lost (two of the pioneers) would have sounded they way we did without Celtic Frost.

### Появление жанра
Развитие жанра началось в середине 1990-х гг., когда на экстремальной металлической сцене возникла массовая тенденция к общему смягчению звука и расширению диапазона выразительных средств. Среди таких команд можно назвать Type O Negative (с альбома Bloody Kisses, 1993), Tiamat (с альбома Wildhoney, 1994),Paradise Lost (с альбома Draconian Times, 1995), Lacrimosa (с альбома Inferno, 1994 — редкий случай, когда группа, наоборот, «потяжелела», а до того исполняла дарквейв) и ряд других. Другие новаторские образцы жанра — творчество The Gathering и Theatre of Tragedy, а также многих их последователей, которые привнесли в готик-метал высокий «оперный» женский вокал.

Готик-метал как музыкальный стиль по-настоящему начал формироваться в начале 1990-х гг. на севере Англии. Три группы — Anathema, Paradise Lost и My Dying Bride — представляли собой сердцевину этого движения. Все три команды в своих корнях имели дэт-метал, но, кроме этого, как отмечает Ник Холмс, вокалист Paradise Lost, сильное влияние на них оказала мрачная музыка Dead Can Dance.
Оригинальный текст (англ.)Gothic metal, as a musical style, began in the early 1990s in the north of England. Three bands - Anathema, Paradise Lost, and My Dying Bride - represent the core of the movement. All three had roots in frenetically abrasive death metal, but they were also influenced by what Paradise Lost vocalist, Nick Holmes, described as the 'really bleak, dark sound' of Dead Can Dance.

Paradise Lost первыми из трёх команд начали музыкальную деятельность, сформировавшись в 1988 году в Галлифаксе (Англия). Их ранние альбомы помогли «определить законы дум/дет-метала: перемалывающие дисгармоничные хоралы скорби, увенчанные дэт-металлическим гортанным вокалом». Второй альбом группы носил название Gothic, что позже поспособствовало закреплению названия жанра (хотя сам Gothic по звучанию относился скорее к дэт-дум-металу). Третий альбом Shades of God (1992) стал переходным, а уже четвёртый, Icon, представлял собой поворотную точку для группы с экспериментальным использованием синтезаторов, литавр, фортепиано и ангельского женского вокала. Ко времени выхода альбома Draconian Times музыка Paradise Lost твёрдо стояла «между гнетущим готик-роком и сокрушающим хэви-металом».
В Галифаксе в 1990 году была сформирована ещё одна группа — родоначальница готик-метала — My Dying Bride. «Готические ноты» уже прозвучали на их дэт/думовом альбоме 1994 года Turn Loose the Swans. С альбомом The Angel and the Dark River группа «отбросила любые дэт-металлические влияния, бережно используя скрипки и клавишные, чтобы усилить задумчивые отступления».
Aaron Stainthorpe (My Dying Bride): "Мы знали, когда Celtic Frost исчезли и превратились в глэм-роковую группу, остался рынок для такого типа сверх-авангардных групп, которые делают что-то немного сверхъестественное и необычное. Paradise Lost делали подобные вещи, но я не думаю, что у них была какая-то особая романтичная сторона. Мы же определённо делали упор на готическую притягательность".
В 1990 году также сформировалась группа Anathema из Ливерпуля. Как Paradise Lost и My Dying Bride они начинали как death/doom metal гибрид. С уходом вокалиста Даррена Уайта (англ. Darren White) в 1995 Anathema оставили «свой традиционный death metal саунд позади» с изданием альбома Eternity.
Одновременно с Британией в США в 1990 году появилась группа Type O Negative, музыка которой уже с первых альбомов сочетала черты метала и готик-рока. Звучание её дебютного альбома в прессе характеризовали как «мелодраматический готик-рок», «содержащий длинные песни, построенные на простых риффах, театральном кричащем вокале, церковном органе, вокальных пассажах и странном механическом шуме». 
Вскоре очень многие европейские группы, изначально играющие дум-метал, дэт-метал или дарквейв, в поиске развития собственного звучания, обратились к использованию готичной романтики, симфонических инструментов, женского вокала и т. д., что привносило существенное разнообразие в их творчество. Путь, пройденный My Dying Bride, Paradise Lost и Anathema, в скором времени повторили голландцы The Gathering («их дебютный альбом Always (1993) в стиле дэт-метал был уникальный в плане использования клавиш, ведь в этом, всецело гитарном жанре подобный ход выглядел едва ли не богохульством»), шведы Tiamat (начиная деятельность как дэт-металлическая группа в 1994 году они издали альбом Wildhoney, «вызвавший бурное одобрение в металлических кругах за свою задумчивую готическую атмосферу»), португальцы Moonspell (начинали своё творчество с блэк-метала, но очень скоро обратились к готик-металу), греки On Thorns I Lay, шведы Lake of Tears, итальянцы Lacuna Coil и многие другие. С другой стороны, некоторые группы, исполнявшие готик-рок и дарквейв, пришли к готик-металу путём утяжеления, как например Lacrimosa и L'Âme Immortelle.
Страной же с наиболее развитой и сильной готик-металлической сценой является Япония. Во многом благодаря таким личностям, как Сато Манабу и коллективам Malice Mizer (первоначально исполняли дарквейв), Moi dix Mois, D, Exist Trace, Megaromania, Kaya, Velvet Eden и другим исполнителям, японский готик-метал вытеснил другие региональные сцены. В отличие от европейской сцены жанра, японская образовалась под влиянием симфоник-метала, глэм-метала и дарквейва, а не дум-метала, как в остальном мире. Вследствие этого роль классических хэви-металлических инструментов (гитара, ударные) была вытеснена на второй план исключительно мощными клавишными партиями. Главная особенность японского жанра — имитация или же использование настоящих органа и клавесина, многократно повторяющиеся партии которых придали жанру яркую узнаваемость. В остальном же эта линия жанра обладает всеми признаками, присущими «классическому» готик-металу.

### Современный успех
В новом тысячелетии многие представители готик-метала достигли признания критики и коммерческого успеха. Moonspell выиграли награду MTV European Music Awards в 2006 году как «Лучшая группа Португалии». Через год Within Temptation были удостоены той же награды в 2007 году как «лучшая группа Голландии и Бельгии». Within Temptation и Lacuna Coil имеют самые впечатляющие продажи альбомов.
Многие группы, исполнявшие другие виды музыки, в последние годы продемонстрировали серьёзное влияние готики. Так, например, исполнявшая симфо-блэк-метал Cradle of Filth на своих поздних альбомах записала ряд композиций с медленным темпом и дуэтом «красавица и чудовище». Некоторые готик-метал-группы, например Paradise Lost (в 1997 году, с выходом альбома One Second) и Tiamat (на поздних альбомах), в определённый период своего творчества даже перешли от готик-метала к более традиционному готик-року (впрочем, Paradise Lost впоследствии вернулись к готик-металу).
Частое употребление термина в прессе и готическом фэндоме привело к тому, что понятие «готик-метал» стало сильно размытым. Иногда к этому жанру по ошибке относят музыкантов, исполняющих музыку в других жанрах, но имеющих «готический» имидж, или соответствующие тексты (например, Marilyn Manson). 
Однако, как отмечает Allmusic, «настоящим готик-металом является только тот, который связан с готик-роком».

## Представители
Журнал Metal Hammer опубликовал список из 5 самых важных альбомов готик-метала:
- Paradise Lost – Gothic (1991)
- Type O Negative – October Rust (1996)
- HIM – Razorblade Romance (2000)
- Lacuna Coil – Comalies (2002)
- Idle Hands – Mana (2019)